# 赵仕北

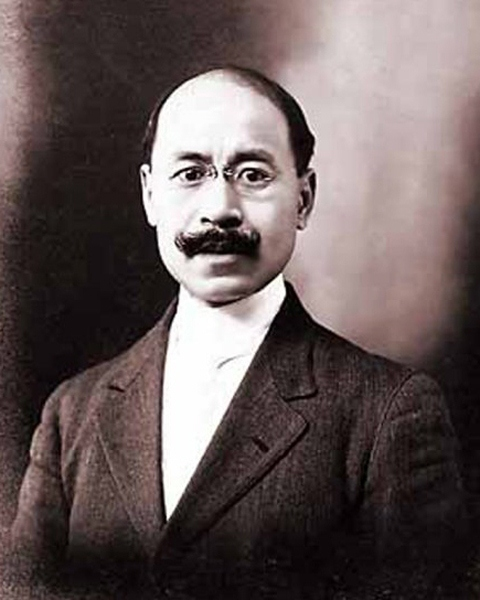
赵仕北

赵仕北（1870年—1944年），字孔南，号于朔，中国广东新会古井镇霞路村人。中国民主革命家、政治家、律师。

## 生平
清光绪十年（1884年），赵仕北14岁时跟着同乡到美国半工半读，通过不断努力，终于在哥伦比亚大学获得了法学博士学位。 清光绪廿二年（1896年），孙文来到美国鼓吹反满革命，结识了赵仕北，后赵仕北加入了同盟会。清光绪卅三年（1907年），赵仕北回到中国，江西巡抚想保举赵仕北参加殿试，赵仕北没有答应，而是在江西一面办教育事业， 一面襄助孙文的革命，时常在中国各地奔走。
辛亥革命爆发后，赵仕北作为江西的代表参加了1911年各省都督府代表联合会在南京的会议。1912年1月1日，身为各省都督府代表联合会议长的赵仕北出席了孙文就任临时大总统的盛大典礼，并为孙文授大总统印。后赵仕北被任命为粤汉铁路管理局局长。1913年，赵仕北担任唐山路矿学校的校长。1917年孙文开展护法运动， 在广州设立军政府，任命赵仕北为司法部司长。 后赵仕北因为鼓吹建立三权分立的政治体制而和上司产生矛盾，遂辞职。1919年，赵仕北担任广东省高等法院首席推事。1923年春，孙文重新组建军政府， 任命赵仕北为“大理院院长兼管司法行政事务”。因为主张“司法无党”、 “司法独立”，赵仕北任职仅仅一年便遭到了解职。此后，赵仕北在南京、广州经营汽车运输事业和航运，后亏损。1924年至1926年正值大革命期间，赵仕北曾经到江门开律师事务所任执业律师。
1928年北伐成功后，赵仕北任国民政府立法院立法委员。1932年1月至1936年8月，赵仕北任江苏高等法院第三分院检察处首席检察官。1936年，赵仕北出任广州地方法院院长。1937年5月，赵仕北曾返回老家霞路村修墓。1938年日军占领广州后， 赵仕北辞职并避居香港。日军占领香港后，1942年赵仕北遭到日军拘捕，1944年病死在香港的日军监狱内。

## 家庭
- 女：趙麗蓮